# Hans von Matt (Künstler)
Hans von Matt (* 7. Mai 1899 in Stans; † 8. November 1985 ebenda; heimatberechtigt in Stans) war ein Schweizer Maler, Bildhauer, Kunstschriftsteller und Kulturpolitiker aus der Zentralschweiz.

## Leben
Hans von Matt war der Sohn des Buchhändlers, Redaktors, Landammanns und Nationalrats Hans von Matt und der Marie von Matt-Odermatt. 1918 trat er nach Abbruch des Gymnasiums in die Klasse von Joseph von Moos der Kunstgewerbeschule Luzern ein. 1919 besuchte er die École des Beaux-Arts bei David Estoppey und James Vibert in Genf. Dem folgte in den Jahren 1921 bis 1923 ein Studium an der Kunstakademie in München. Danach hielt er sich in Florenz und Paris auf und nahm Kurse bei André Lhote. Er wurde in Florenz durch die Kunst Sandro Botticellis stark beeindruckt und pflegte mit den Künstlern Kurt Seligmann und Alberto Giacometti Kontakte.
Ab 1921 war Hans von Matt in Stans, ab 1927 im eigenen Atelierhaus, als Maler und später als Bildhauer tätig.

1921 schuf er mit Robert Durrer und dem Maler Albert Hinter das monumentale Votivbild in der unteren Ranftkapelle in Flüeli-Ranft. Durrer lieferte für das Wandbild den Entwurf. Am 16. September 1921 war das Werk weitgehend vollendet. Allerdings übermalte von Matt kurz nach der Vollendung seinen Namen auf dem Fresko und tilgte so für lange Zeit das Zeugnis seiner Mitarbeit. Vermutet wird, dass er es sich nicht mit Auftraggebern aus Kirche, Politik und Armee verscherzen wollte.
Hans von Matt heiratete 1935 die Künstlerin Annemarie von Matt geb. Gunz, die sein Modell für einige Frauenbildnisse wurde.
Von 1939 an schrieb Hans von Matt Arbeiten über lokalgeschichtliche und volkskundliche Themen, dazu Monografien über Innerschweizer Persönlichkeiten. 1927 wurde er Mitglied des Schweizerischen Werkbundes, 1937 Mitglied und 1958 Vizepräsident der Kunstgesellschaft Luzern. Von 1941 bis 1953 war er Mitglied der Eidgenössischen Kunstkommission, deren Vizepräsident er von 1949 bis 1953 war. Er war Gründer und von 1944 bis 1953 Vorstandsmitglied der Schweizerischen Lukasgesellschaft zur Förderung der kirchlichen Kunst. 1947–1957 war er Präsident der Kunst- und Naturschutz-Kommission des Kantons Nidwalden und 1947–1974 Mitglied des Historischen Vereins Nidwalden und Museumskonservator.

## Würdigung
Hans von Matts Werdegang begann in Genf und München zunächst in expressionistischer Richtung. Durch die kubistischen Grundlagen von André Lhote in Paris und Karl Geiser beeinflusst, entwickelte von Matt klare und kompakte Formen. Seine Mädchen- und Heiligenfiguren zeigen einen sanften Gesichtsausdruck und weiche Körperformen. Die so bis 1961 gestalteten menschlichen Körper wirken proportional überlang.
Seine Berufung für zeitgemässe religiöse Plastik verschaffte ihm viele Aufträge für Kirchen und Grabmäler in der ganzen Nordschweiz. Mit zunehmendem Alter verlegte er sein Schaffen vermehrt in kleinere Bronze- und Terrakottafiguren. Ab 1961 begann Hans von Matt sich mit den Abstraktionen von Jean Arp, Henri Laurens und Henry Moore auseinanderzusetzen. Seine Figuren erschienen nun nicht mehr in geschlossener Form, sondern wurden von Durchbrüchen und geschwungenen Linien bestimmt.

## Ausstellung
- 1979: Kunstmuseum Luzern

## Auszeichnungen
- 1933: Luzerner Pressepreis (schriftstellerische Arbeit)
- 1969: Innerschweizer Kulturpreis (schriftstellerische Arbeit)

## Werke (Auswahl)

### Kunst im sakralen Umfeld
- 1958–1962: Geburt und Tod Christi, St. Florin, Vaduz
- 1946: Bruder Klaus, Grabmal Halter-Ming, Friedhof Sihlfeld, Zürich
- 1949: Madonna in der Pfarrkirche Dornach
- 1949: Reliquiar des heiligen Anastasius im Kollegium St. Fidelis, Stans[3]
- 1950: Madonna mit Kind in der Pfarrkirche St. Josef, Köniz

### Profane Werke
- 1935: Mädchen mit Taube, Isabelle-Kaiser-Denkmal, Beckenried
- 1931: Susanna, Landesbibliothek Bern
- 1949: Denkmal Johann Melchior Wyrsch, Buochs

## Schriften
- Der Maler Hans Emmenegger. Ein Künstlerporträt. Historischer Verein Nidwalden, Stans 1987, S. 82.
- mit Hans Beat Wieland: Hans Beat Wieland. Leben und Werk 1867–1945. 2. Auflage. ABC, Zürich 1987, ISBN 3-85504-049-4, S. 152.
- Wanderungen mit Meinrad Inglin. Benziger, Einsiedeln/Zürich/Köln 1978, ISBN 3-545-36306-6, S. 50.
- Der Unüberwindliche Große Rat von Stans. Unüberwindlich Großer Rat von Stans, Stans 1967, S. 63.
- Annemarie von Matt 1905–1967. Hans von Matt, Stans 1969, S. 79.
- Dr. Paul Hilber. Konservator 1890–1949. Vortrag. Kunstgesellschaft Luzern, Luzern 1960, S. 33.
- mit Jakob Wyrsch: Anton Flüeler, 1898–1960. Anlässlich der Gedenkausstellung im Kunsthaus. Kunstgesellschaft Luzern, Luzern 1961, S. 48.